# Interestatal 195 (Rhode Island)
La Interestatal 195 (abreviada I-195) es una autopista Interestatal ubicada en el estado de Rhode Island. La autopista inicia en el Oeste desde la I 95  , US 6   en Providence hacia el Este en la I 195     en Seekonk. La autopista tiene una longitud de 6,1 km (3.82 mi).

## Mantenimiento
Al igual que las carreteras estatales, las rutas federales y el resto de autopistas interestatales, la Interestatal 195 es administrada y mantenida por el Departamento de Transporte de Rhode Island por sus siglas en inglés RIDOT.

## Cruces
La Interestatal 195 es atravesada principalmente por la  Ruta 114     en East Providence.